# 112e brigade de défense territoriale
Pour les articles homonymes, voir 112e brigade.
 (août 2024).
Si vous disposez d'ouvrages ou d'articles de référence ou si vous connaissez des sites web de qualité traitant du thème abordé ici, merci de compléter l'article en donnant les références utiles à sa vérifiabilité et en les liant à la section « Notes et références ».
La 112e brigade de défense territoriale (en ukrainien : 112-та окрема бригада територіальної оборони, abrégé en 112 ОБрТрО ; numéro d'unité militaire A7040) est la brigade de Kiev de la Force de défense territoriale de l'Armée ukrainienne.

## Historique

### Formation
La 112e brigade est créée en 2018 dans le cadre de la réorganisation des bataillons de défense territoriale et des milices de volontaires. Le lieutenant-colonel Bilosvit Mykola en est devenu le premier commandant. La brigade avait besoin d'un noyau de soldats réguliers et de 4 000 réservistes âgés de 40 à 55 ans. En novembre, seuls 4,5 % des contrats nécessaires étaient signés et 30 % étaient nécessaires d'ici la fin de l'année. D’ici fin 2019, 100 % des postes devaient être pourvus. Six grands districts de Kiev avaient leurs propres bataillons, tandis que les 4 restants formaient d'autres unités. L'unité est engagée lors de l'invasion de l'Ukraine par la Russie en 2022.

### Invasion russe de l'Ukraine
Au moment du déclenchement de l'invasion de l'Ukraine, la 112e brigade a reçu un afflux de volontaires. La défense de Kiev n'étant assurée que par une seule grande unité, la 72e brigade mécanisée et des éléments de la Garde nationale ukrainienne et des forces spéciales, les 112e et 114e brigades ont joué un rôle crucial. La brigade a tenu le front le long de la rivière Irpine à l'ouest, et autour de Brovary. Les 129e et 130e bataillons ont notamment combattu à Irpin, Boutcha et Mochshun. En avril, l'afflux de volontaires dans la 112e brigade a abouti à la constitution d'une nouvelle brigade, la 241e brigade de défense territoriale.
À partir d'avril 2022, des éléments de la brigade combattent lors de la bataille de Sievierodonetsk (129e, 131e), à la défense de Sloviansk au sud d'Izioum notamment à proximité de Borova (244e) et à Tchouhouïv (128e bataillon).
Entre septembre et novembre, le 11e bataillon spécial participe à la contre-offensive de Kherson, tandis que d'autres éléments participent au même moment à la contre-offensive de Kharkiv. À partir de décembre 2022, les 128e et 129e bataillons participent à la bataille de Bakhmout, notamment sur le flanc sud autour de Klishchiivka,. D'autres éléments sont repérés près de Soledar à Zaliznjans'ke. Le 131e bataillon est repéré près à Bakhmout en décembre 2023. Le reste de la brigade est déployé à l'ouest de Kreminna près de Dibrova et Tors'ke.

## Structure

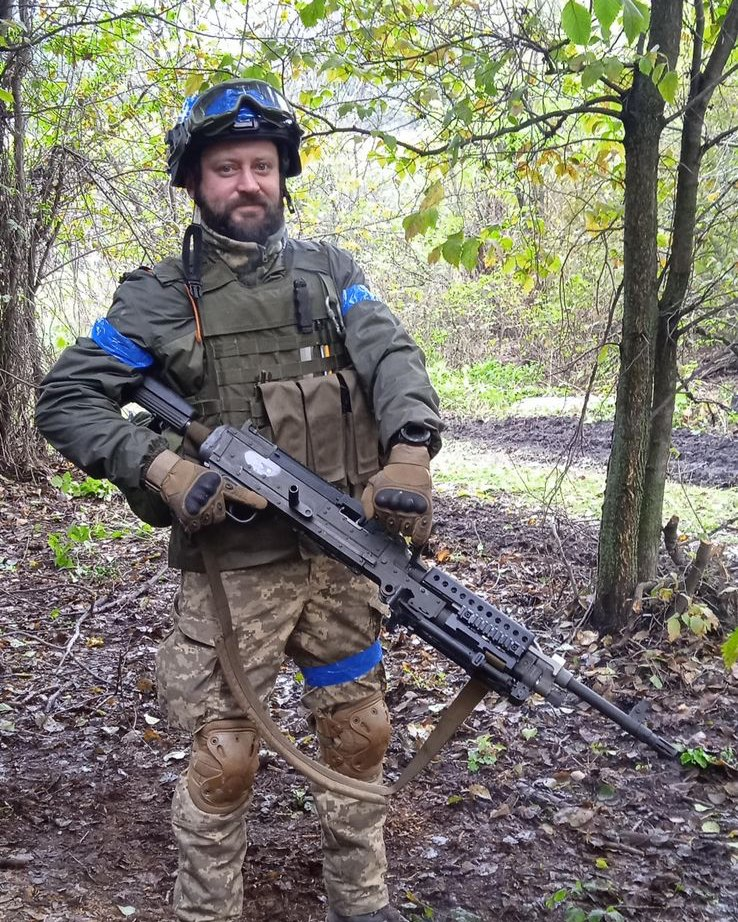
Soldat de la en 10 2022.

### Avril 2022
En avril 2022 l'ordre de bataille de l'unité est le suivant :
- État-major de la brigade ;
  - 
    -  Compagnie de protection du QG ;

  -  126e bataillon de défense territoriale unité militaire A7292 (Raïon de Darnitsa)
  -  127e bataillon de défense territoriale unité militaire А7293 (Raïon de Desna)
  -  128e bataillon de défense territoriale unité militaire А7294 (Raïon de Dnipro)
  -  129e bataillon de défense territoriale (uk) unité militaire А7295 (Raïon d'Obolon)[8]
  -  131e bataillon de défense territoriale (uk) unité militaire А7297 (Raïon de Sviatochyne)
  -  244e bataillon de défense territoriale (uk) unité militaire А4347 (Raïon d'Obolon)[9]
  -  11e bataillon à vocation spéciale unité militaire А4100 (raïon de Kiev-Sviatoshyn (uk))
  -  55e bataillon à vocation spéciale (Raïon de Brovary)
  -  batterie de mortier
  -  compagnie de contre-sabotage
  -  compagnie de génie
  -  compagnie de transmission
  -  compagnie de logistique

### Bataillons transférés à la241ebrigade de défense territoriale(2022)
- 130e bataillon de défense territoriale A7296 (Raïon de Solomyanka)
- 204e bataillon de défense territoriale A7373  (Raïon de Holossiïv)
- 205e bataillon blindé de défense territoriale A7375 (Raïon de Petchersk)
- 206e bataillon de défense territoriale (uk) A7375 (Raïon de Podil)
- 207e bataillon de défense territoriale А7376 (Raïon de Chevtchenko)

### Anciennes unité transférées à d'autres brigades ou disoutes
- 241e bataillon de défense territoriale
- 212e bataillon de défense territoriale

## Personnalités liées
- Le 12 septembre 2022, Oleksandr Chapoval, danseur de ballet et chorégraphe à l'Opéra national d'Ukraine, est tué dans une bataille près de Donetsk.